# Álvaro Ratón
Álvaro López Ratón (O Carballiño, 29 gennaio 1993) è un calciatore spagnolo, portiere dell'Ourense CF.

## Carriera
Cresciuto nei settori giovanili di Valencia, Deportivo La Coruña e Montañeros, ha trascorso la prima parte della carriera nelle serie minori del calcio spagnolo. Nel 2015 è stato acquistato dal Real Saragozza, che lo ha aggregato inizialmente alla propria squadra riserve.
Il 7 settembre 2016 ha esordito in prima squadra, disputando l'incontro di Coppa del Re perso 1-2 contro il Real Valladolid.
Il 23 ottobre seguente ha fatto il suo esordio in Segunda División, giocando la partita pareggiata 0-0 contro il Real Valladolid.

## Statistiche

### Presenze e reti nei club
Statistiche aggiornate al 21 settembre 2022.
| Stagione        | Squadra         | Campionato      | Campionato | Campionato | Coppe nazionali | Coppe nazionali | Coppe nazionali | Coppe continentali | Coppe continentali | Coppe continentali | Altre coppe | Altre coppe | Altre coppe | Totale | Totale |
| Stagione        | Squadra         | Comp            | Pres       | Reti       | Comp            | Pres            | Reti            | Comp               | Pres               | Reti               | Comp        | Pres        | Reti        | Pres   | Reti   |
| --------------- | --------------- | --------------- | ---------- | ---------- | --------------- | --------------- | --------------- | ------------------ | ------------------ | ------------------ | ----------- | ----------- | ----------- | ------ | ------ |
| 2014-2015       | Villanovense    | SDB             | 13+2       | -12 + -3   | CR              | 2               | -4              |                    | -                  | -                  |             | -           | -           | 17     | -19    |
| 2016-2017       | Real Saragozza  | SD              | 19         | -18        | CR              | 1               | -2              |                    | -                  | -                  |             | -           | -           | 20     | -20    |
| 2017-2018       | Real Saragozza  | SD              | 7          | -5         | CR              | 2               | -6              |                    | -                  | -                  |             | -           | -           | 9      | -11    |
| 2018-2019       | Real Saragozza  | SD              | 4          | -2         | CR              | 2               | -2              |                    | -                  | -                  |             | -           | -           | 6      | -4     |
| 2019-2020       | Real Saragozza  | SD              | 12         | -13        | CR              | 4               | -6              |                    | -                  | -                  |             | -           | -           | 16     | -19    |
| 2020-2021       | Real Saragozza  | SD              | 5          | -11        | CR              | 2               | -2              |                    | -                  | -                  |             | -           | -           | 7      | -13    |
| 2021-2022       | Real Saragozza  | SD              | 4          | -6         | CR              | 3               | -2              |                    | -                  | -                  |             | -           | -           | 7      | -8     |
| 2022-2023       | Real Saragozza  | SD              | 0          | 0          | CR              | 0               | 0               |                    | -                  | -                  |             | -           | -           | 0      | 0      |
| Totale carriera | Totale carriera | Totale carriera | 66         | -70        |                 | 16              | -24             |                    | -                  | -                  |             | -           | -           | 82     | -94    |

## Palmarès

### Club

#### Competizioni nazionali
- Coppa di Polonia: 1

Wisła Cracovia: 2023-2024